# Cei patru regi cerești

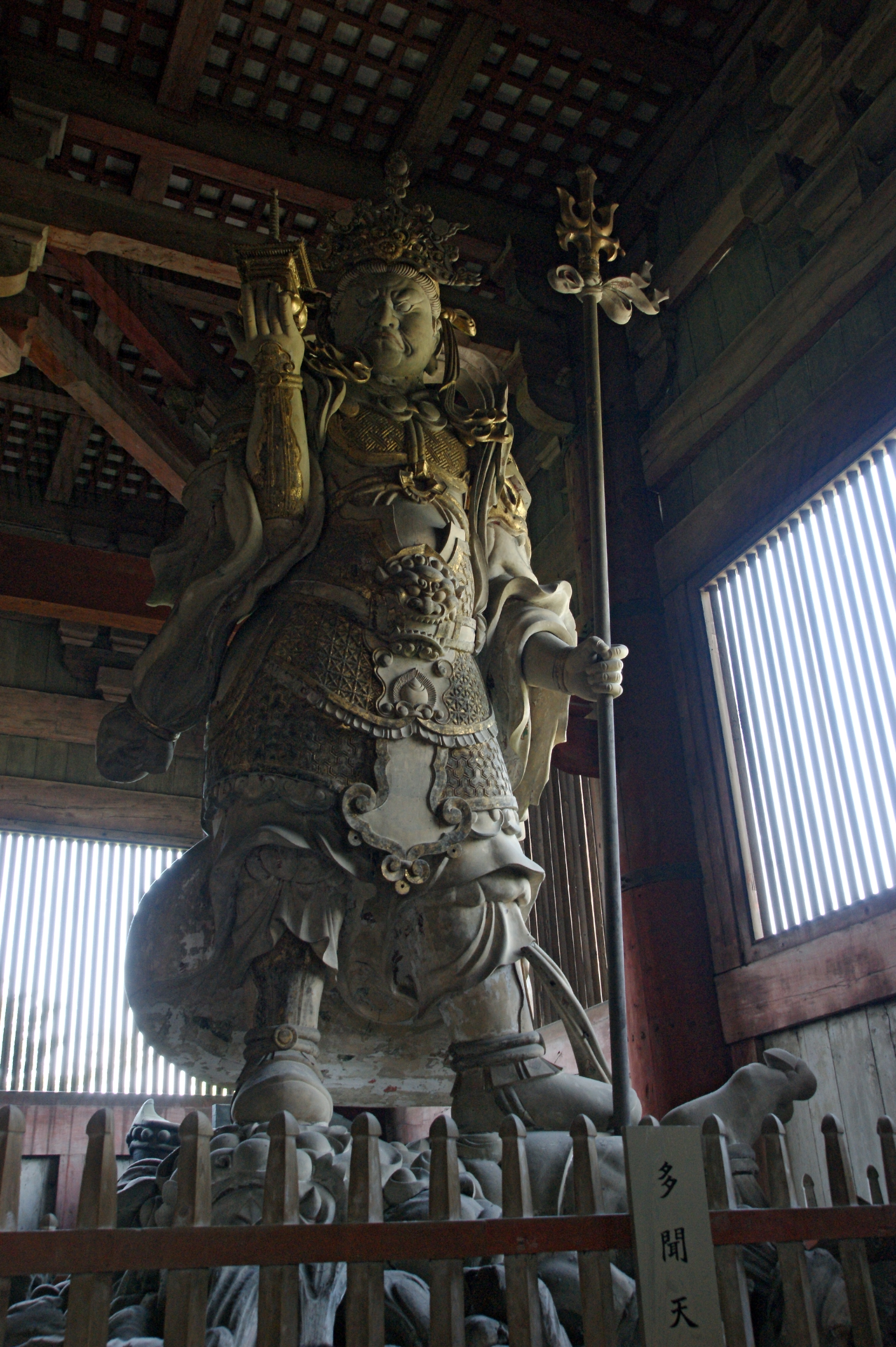
Statuia lui Vaisravana (Regele Nordului), templul Tōdai-ji, Japonia.

În budismul Mahayana, Cei patru regi cerești sunt patru divinități răspunzătoare pentru ocrotirea punctelor cardinale. Mai sunt numiți și Cei patru regi minunați. Conform religiei budiste, acești patru regi protejează de la înălțime lumea în lupta cu forțele răului, păzind colțuriile Universului. În budismul indian se consideră că ei locuiesc pe Muntele Meru.
În China ei au ca însărcinare să stabilească calendarul, socotit un fel de lege importantă pentru un popor de agricultori. Fiecare dintre acești regi are 91 de fii, ajutoare de nădejde pentru paza punctelor cardinale, dar mai au și câte 8 generali de fiecare. Acești regi sunt foarte venerați în China, unde au fost cunoscuți abia după secolul al IV-lea d.Hr.
Imaginile din templele budiste îi înfățișează în ipostaze infiorătoare, cu ochii mari și bulbucați, nasuri uriașe, fețe încruntate, purtând armuri și coroane pe cap. Cam la fel arată și în Japonia și în Coreea, unde se bucură de aceiași prețuire. În afară de trăsăturile generale, imaginiile lor diferă în detali. Regele Nordului, cel mai important, apare de culoare roz sau uneori neagră, are capul de culoare verde, ține în mâna dreaptă o pagodă în miniatură sau o mangustă de argint din gura căreia se revarsă giuvaieruri, iar în mâna stângă are un steag . Regele Sudului are corpul de culoare albastră. El se folosește de sabie în lupta sa cu întunericul și protejează sursele binelui posedate de om. Regele Estului apare de culoare albă. El cântă la o lăută chinezească, știut fiind că sunetele ei purifică gândurile oamenilor și liniștește sufletul. Regele Vestului apare de culoare roșie și ține în mâna dreaptă un șarpe cu gema (bijuteria) dorințelor împlinite în gură.